# Jean Charles (filme)
Jean Charles é um filme brasileiro de 2009, do gênero drama biográfico, dirigido por Henrique Goldman, com roteiro baseado na história de Jean Charles de Menezes (Selton Mello), que foi morto pela polícia inglesa no metrô Londres ao ser confundido com um terrorista.

## Elenco
- Selton Mello - Jean Charles de Menezes
- Vanessa Giácomo - Vivian
- Luís Miranda - Alex
- Patrícia Armani - Patrícia
- Maurício Varlotta - Maurício
- Sidney Magal - Sidney Magal
- Daniel de Oliveira - Marcelo
- Marcelo Soares - Chuliquinha
- Rogério Dionísio - Bisley
- Denilson (cadeirante)

## Recepção
Marcelo Forlani, em sua crítica para o Omelete, disse que "Muita coisa mostrada no longa não aconteceu como está ali, até porque o diretor e roteirista Henrique Goldman optou por não mostrar o script aos atores, dando-lhes apenas diretrizes do que era a cena e para onde iriam dali. E isso, somado ao fato de trabalhar com vários não-atores, explica o baixo nível das atuações do filme. Baixa também é a qualidade técnica do som direto, um velho defeito que o cinema brasileiro parecia já ter superado."